# 윤지영 (강원도의원)
윤지영(1969년 []] ~ )은 대한민국 강원도의회 의원이다.

## 학력
- 한림대학교 대학원 사회복지학과 졸업(문학 박사)

## 경력
- 강원성별영향분석평가센터 센터장
- 더불어민주당 중앙당 부대변인
- 2018.07 ~ 2022.06: 제10대 강원도의회 의원 (초선, 춘천시 제1선거구)

## 역대 선거 결과
|  | 54.24% |

|  | 46.39% |